# 吉村元希
吉村 元希（よしむら げんき）は、日本の脚本家、映画監督、漫画原作者、女優。
高校時 に倉田恵子名義で自主映画『放課後』を、大学時に楠田恵子名義で日活ロマンポルノ『女子大生の下半身 な〜んも知らん親』を監督。その後、松竹映画『外科室』で脚本を手掛けてからは現名義で様々な創作活動を続けている。

## 来歴・人物
東京都出身。女優の松井須磨子の兄の曽孫にあたる。映画監督としての頭角を現していた高校を卒業後、成城大学文芸学部・芸術学科映画学専攻へ進み卒業。映画プロデューサーの荒戸源次郎（本名・吉村敏夫）と結婚し一女をもうけ、大規模な映画制作現場を目の当たりにするがのちに離婚。2016年には梨花女子大学校へ語学留学し韓国語能力試験4級の資格を有する。2019年からは演劇ユニット「戯曲組」のファシリテーターを務めている。

## 監督作品

### 自主映画
- 1980年 放課後（ぴあフィルムフェスティバル入選）[3]
- 1981年 凍りついた翼で
- 1981年 ちいこの遠足
- 1981年 娘たち
- 1982年 ミッドナイト・ドライブイン・シアター（ポッキー・ホラーショー）〜意識のランナー〜
- 1982年 秋山愛子に関する考察
- 2016年 お墓参り[1]
  - 2016年ゆうばり国際ファンタスティック映画祭・フォアキャスト部門
  - 2016年福岡インディペンデント映画祭・優秀作品賞
  - 2016年札幌国際短編映画祭・コンペ部門入選
  - 2016年福爾摩沙電影櫥窗 Windows of Formosa Film Festival・国際招待作品賞
  - 2017年福爾摩沙國際電影獎 Formosa Festival of International Filmmaker Awards・審査員特別短編映画賞・審査委員特別女優賞
  - 2018年NepalCulturalInternationalFilmFestival・BestWomanFilm Nominate
- 2016年 狛犬
- 2016年 狛犬 InternationalVersion [1]
  - 2016年さぬき映画祭
  - 2016年 Cannes Film Festival short Film Corner (France)
  - 2016年福岡インディペンデント映画祭
  - 2016年東京スクリームクイーン映画祭
  - 2016年California International women’s film festival
- 2017年 L [1]
  - 2016年札幌国際短編映画祭
  - 2017年ゆうばり国際ファンタスティック映画祭
- 2021年 美しい蛇  [1]
  - 2021年ゆうばり国際ファンタスティック映画祭

### 商業映画
- 1982年 女子大生の下半身 な〜んも知らん親[3]

## 脚本作品

### 映画
- 1992年 外科室
- 1993年 夢の女
- 1999年 白痴（脚本協力）
- 2006年 笑う大天使（わらうみかえる）
- 2022年 リング・ワンダリング（共同脚本）

### テレビアニメ
- 1994年 ママレード・ボーイ
- 1995年 ご近所物語
- 1995年 美少女戦士セーラームーンSuperS
- 1995年 ふしぎ遊戯
- 1996年 花より男子
- 1996年 忍たま乱太郎
- 1996年 美少女戦士セーラームーンセーラースターズ
- 1997年 夢のクレヨン王国
- 1997年 CLAMP学園探偵団
- 1998年 ひみつのアッコちゃん（第3作）
- 1998年 Night Walker -真夜中の探偵-
- 1999年 ドクタースランプ
- 1999年 デジモンアドベンチャー
- 1999年 神風怪盗ジャンヌ
- 1999年 おジャ魔女どれみ
- 2000年 デジモンアドベンチャー02（シリーズ構成）
- 2001年 デジモンテイマーズ
- 2001年 Dr.リンにきいてみて!
- 2001年 テニスの王子様
- 2002年 満月をさがして
- 2002年 天使な小生意気
- 2003年 デジガールPOP!
- 2003年 マーメイドメロディー ぴちぴちピッチ
- 2003年 高橋留美子劇場
- 2003年 なるたる
- 2003年 あたしンち
- 2003年 ブラック・ジャック（読売放送35周年記念スペシャル）
- 2003年 ボボボーボ・ボーボボ
- 2004年 マリア様がみてる
- 2004年 マーメイドメロディー ぴちぴちピッチ ピュア
- 2004年 愛してるぜベイベ★★（シリーズ構成）
- 2004年 マリア様がみてる〜春〜
- 2004年 ブラック・ジャック（テレビシリーズ）
- 2004年 BLEACH
- 2005年 トランスフォーマー ギャラクシーフォース
- 2005年 シュガシュガルーン
- 2007年 ゲゲゲの鬼太郎
- 2009年 マリア様がみてる 4thシーズン

### OVA
- 1991年 あなたの知らない世界 II
- 1996年 ふしぎ遊戯OVA（シリーズ構成）
- 2007年 マリア様がみてる 3rdシーズン

### 特撮
- 2007年 獣拳戦隊ゲキレンジャー

### ゲーム
- 2001年 the FEAR

## 演劇作品

### 企画･構成･演出
- READINGPARTY - 戯曲組（2019年）[1]

### 作･演出
- 江の島行 - 戯曲組（2020年）[1]

## 原作

### 漫画
- 妖姫くれない

## 出演作品

### 映画
- 狂い咲きサンダーロード（1980年）
- 爆裂都市 BURST CITY（1982年）
- 星くず兄弟の伝説（1985年）
  - 星くず兄弟の新たな伝説（2018年）
- 野ゆき山ゆき海べゆき（1985年）
- 日本映画監督協会 創立70周年記念映画『映画監督って何だ!』（2006年）
- お墓参り（2016年）
- 狛犬 SANUKIVersion（2016年)
- 狛犬 InternationalVersion（2016年）

### Netflixオリジナルドラマ
- 深夜食堂 -Tokyo Stories-（2016年）

### テレビドラマ
- 女囚セブン（2017年）

### 舞台
- 君が眉毛を剃った日 - 劇団いいのか・・・？（2018年）
- READINGPARTY - 戯曲組（2019年）
- THE どツボっ！ - 劇団TRASHMASTERSWebリーディング（2020年）
- あのコのDANCE - 毛皮族（2020年）
- √オーランドー - 芸劇danceワークショップ（2023年）[4]
- 地球星人 - うずめ劇場（2024年）[5]